# Sveinn Björnsson
Sveinn Björnsson (27 de Fevereiro de 1881 - 25 de Janeiro de 1952), filho de Björn Jónsson (editor e depois ministro) e Elísabet Sveinsdóttir, foi o primeiro presidente da República da Islândia. 
Ele tornou-se membro do conselho municipal de Reiquejavique em 1912 e foi presidente do mesmo entre 1918-1920. 
Nascido em Copenhaga, Dinamarca, ele era um membro da Althing em 1914-1916 e 1920, e na sequência da independência da Islândia em relação à Dinamarca em 1918, ele actuou como Ministro da Dinamarca, em 1920-1924 e 1926-1940. 
Embora a Islândia fosse independente desde 1918, a sua política externa tinha sido conduzida pela Dinamarca, até ao início da II Guerra Mundial. A ocupação alemã da Dinamarca após Maio de 1940, no entanto, resultou na autonomia da Islândia, e Björnsson como Regente da Islândia, foi eleito três vezes entre 1941-1943, assumindo todas as prerrogativas dos assuntos islandeses que anteriormente eram detidos pelo rei dinamarquês. Em Julho de 1941, as tropas dos EUA entraram na Islândia, a convite do governo de Björnsson e aí permaneceram, em número reduzido, após a guerra, continuando a sua presença a provocar polémica ao líder da nação, em matéria de política externa. 
Ele foi eleito presidente pela Althing sobre a inauguração da República da Islândia em 1944. O seu primeiro mandato foi de apenas um ano, já que o povo da Islândia viria a eleger o seu presidente, directamente, pela primeira vez, em 1945. No entanto, Sveinn foi eleito por unanimidade em 1945 e 1949. Morreu em Reiquejavique em 1952, um ano antes de terminar o seu terceiro mandato, sendo o único presidente a morrer no cargo. 
Sveinn foi um dos fundadores da Eimskipafélag Íslands, levando a companhia marítima para a Islândia, em 1914 e o seu presidente entre 1914-1920 e 1924-1926. Ele foi o fundador da companhia de seguros Brunabótafélag Íslands e o seu director desde a sua fundação em 1916 e até 1920. Ele foi também um dos fundadores da companhia de seguros Sjóvátryggingafélag Íslands em 1918 e o seu presidente, em 1918-1920 e 1924-1926. Sveinn foi também, um dos fundadores da Cruz Vermelha Islandesa em 10 de Dezembro de 1924 e o seu primeiro presidente, servindo até 1926. 
O seu filho Björn Sv. Björnsson, serviu como militar alemão, e como parte da Schutzstaffel na Segunda Guerra Mundial.